# 나 홀로 집에: 크리스마스 소동
《나 홀로 집에: 크리스마스 소동》(영어: Home Alone: The Holiday Heist) 또는 《나 홀로 집에 5》는 2012년 텔레비전 영화이자 나 홀로 집에 영화 시리즈의 다섯 번째 영화이다. 피터 휴잇이 감독했으며 말콤 맥도웰, 데비 메이저, 에디 스티플스, 크리스티앙 마틴이 출연한다. 이 영화는 2012년 11월 22일 (추수감사절)에 ABC 패밀리에서 방영되었다. 시카고에서 촬영되지 않은 최초의 영화 시리즈이며 매칼리스터 가에 초점을 두지 않은 두 번째 영화 시리즈이다.

## 줄거리
10살 남자아이 핀과 그 누나 알렉시스네 가족은 어머니의 직장 문제로 캘리포니아에서 메인의 시골 동네로 이사온다. 새로 이사 온 저택은 아주 낡았고 다소 음산한 지하실이 있었다. 핀은 밖에서 놀기보다는 비디오 게임에만 몰두했고, 이에 아버지는 나가서 친구라도 사귀어 보라고 핀을 내보낸다. 핀은 옆집 꼬마 메이슨에게서 새 집이 과거 무서운 갱단의 아지트였다는 말을 듣고 겁에 질린다.
크리스마스를 앞두고 핀네 가족은 쇼핑을 하러 나가는데, 그 사이 싱클레어, 제시카, 휴스로 이루어진 좀도둑 삼인조가 핀네 집을 찾는다. 그들이 노리는 것은 지하실의 비밀의 방에 숨겨진 에드바르 뭉크의 그림이었다. 도둑들은 집을 뒤지다가 핀네 가족이 돌아오자 서둘러 달아난다. 핀은 집에 누군가 있었다는 낌새를 눈치채고 지하실에서 귀신이 나왔다고 말하지만 가족들은 믿지 않는다.
이후 핀네 부모님은 어머니의 직장 상사가 주최하는 연회에 참석키 위해 집을 떠나고 핀과 알렉시스가 집에 남는다. 핀은 게임기 컨트롤러 배터리를 실수로 지하실에 떨어뜨리고, 알렉시스를 데리고 들어갔다가 뭉크의 그림을 본다. 겁에 질린 핀을 알렉시스가 놀래자 핀은 방에서 뛰쳐나가 버리고, 그 사이 문의 장치가 작동되어 알렉시스는 방에 갇혀 버린다. 핀은 문을 열 방법을 찾겠다고 철물점에 다녀오다가, 도둑 삼인조가 오늘 밤 집을 털겠다고 모의하는 것을 엿듣게 된다.
핀은 게임 친구인 사이먼에게 조언을 들은 뒤 집을 부비 트랩으로 장식한다. 도둑들은 집에 침입하려다가 핀의 함정에 속수무책으로 당한다. 그러나 결국 도둑들은 핀을 붙잡아 집 바깥에 내버려두고 지하실로 향한다. 위기에 처한 핀은 다행히 메이슨의 도움으로 구출된다. 핀을 붙잡고 있던 제시카는 메이슨에 의해 눈사람 신세가 된다. 싱클레어와 휴스는 지하실에서 알렉시스와 마주치나, 핀이 나타나 알렉시스를 꺼내고 도둑들을 지하실에 가둬 버린다.
한편 핀네 부모님은 아들이 위험에 처한 것 같다는 사이먼의 연락을 듣고 황급히 귀가한다(그 와중에 사이먼이 범인으로 누명을 쓰고 체포되는 해프닝이 생긴다). 경찰들이 핀네 집에 들이닥쳤을 때 도둑들은 이미 움직일 수 없는 상황이었다.
사건 이후, 지하실의 그림은 미술관에 기증되고 핀네 가족은 사례금과 미술관 표를 받는다. 사이먼은 핀네 부모의 감사의 표현으로 크리스마스를 가족과 보낼 수 있는 비행기 표를 선물 받는다. 핀은 크리스마스 선물로 새 게임을 얻지만, 그보다도 먼저 친구가 된 메이슨과 놀러 나간다.

## 출연
- 크리스천 마틴 - 핀 백스터
- 조델 펄랜드 - 알렉시스 백스터
- 말콤 맥도웰 - 싱클레어
- 데비 메이저 - 제시카
- 에디 스티플스 - 휴스
- 엘리 하비 - 캐서린 백스터
- 더그 머리 - 커티스 백스터
- 피터 더쿠냐 - 메이슨
- 에드워드 애스너 - 카슨 사장
- 빌 턴불 - 사이먼 헤슬러

## 같이 보기
- 크리스마스 영화 목록